# Every Day's Like Christmas
"Every Day's Like Christmas" é uma canção da artista musical australiana Kylie Minogue, contida em seu décimo terceiro álbum de estúdio e primeiro natalino, Kylie Christmas (2015). Foi escrita por Mikkel Eriksen, Tor Erik Hermansen e Chris Martin, vocalista da banda Coldplay, sendo produzida pelo primeiro e segundo, com estes profissionalmente creditados como Stargate. O seu lançamento como o terceiro e último single do disco mundialmente ocorreu em 2 de dezembro de 2015, através da gravadora Parlophone, sendo enviada para as rádios mainstream italianas em 11 de dezembro do mesmo ano.

## Faixas e formatos
| Download digital (A Stock Aitken Waterman Remix) |                                                              |         |  |
| N.º                                              | Título                                                       | Duração |  |
| 1.                                               | "Every Day's Like Christmas (A Stock Aitken Waterman Remix)" | 3:32    |  |

## Desempenho nas tabelas musicais

### Posições
| Tabela musical (2015)                                          | Melhor posição |
| -------------------------------------------------------------- | -------------- |
| Bélgica (Ultratip de Flandres) · A Stock Aitken Waterman Remix | 81             |

## Histórico de lançamento
| País   | Data                   | Formato                                           | Gravadora  |
| ------ | ---------------------- | ------------------------------------------------- | ---------- |
| Mundo  | 2 de dezembro de 2015  | Download digital (remix de Stock Aitken Waterman) | Parlophone |
| Itália | 11 de dezembro de 2015 | Rádios mainstream                                 | Parlophone |